# Episodi di La famiglia Brock (seconda stagione)
La seconda stagione della serie televisiva La famiglia Brock è stata trasmessa in anteprima negli Stati Uniti d'America dalla CBS tra il 22 ottobre 1993 e il 13 maggio 1994.
| nº | Titolo originale      | Titolo italiano | Prima TV USA     | Prima TV Italia |
| -- | --------------------- | --------------- | ---------------- | --------------- |
| 1  | Turpitude             |                 | 22 ottobre 1993  |                 |
| 2  | Duty Free Rome        |                 | 28 ottobre 1993  |                 |
| 3  | Unlawful Entries      |                 | 29 ottobre 1993  |                 |
| 4  | Under the Influence   |                 | 5 novembre 1993  |                 |
| 5  | The Dancing Bandit    |                 | 12 novembre 1993 |                 |
| 6  | Dairy Queen           |                 | 26 novembre 1993 |                 |
| 7  | Cross Examination     |                 | 3 dicembre 1993  |                 |
| 8  | Strangers             |                 | 10 dicembre 1993 |                 |
| 9  | Blue Christmas        |                 | 17 dicembre 1993 |                 |
| 10 | Paging Doctor God     |                 | 7 gennaio 1994   |                 |
| 11 | Guns 'R' Us           |                 | 14 gennaio 1994  |                 |
| 12 | Remote Control        |                 | 21 gennaio 1994  |                 |
| 13 | Abominable Snowman    |                 | 28 gennaio 1994  |                 |
| 14 | Supreme Courting      |                 | 4 febbraio 1994  |                 |
| 15 | Divine Recall         |                 | 11 febbraio 1994 |                 |
| 16 | Terms of Estrangement |                 | 4 marzo 1994     |                 |
| 17 | Squatter's Rights     |                 | 11 marzo 1994    |                 |
| 18 | System Down           |                 | 1º aprile 1994   |                 |
| 19 | Buried Alive          |                 | 8 aprile 1994    |                 |
| 20 | My Left Shoe          |                 | 29 aprile 1994   |                 |
| 21 | Frosted Flakes        |                 | 6 maggio 1994    |                 |
| 22 | Howard's End          |                 | 13 maggio 1994   |                 |